# Kye-Kloster

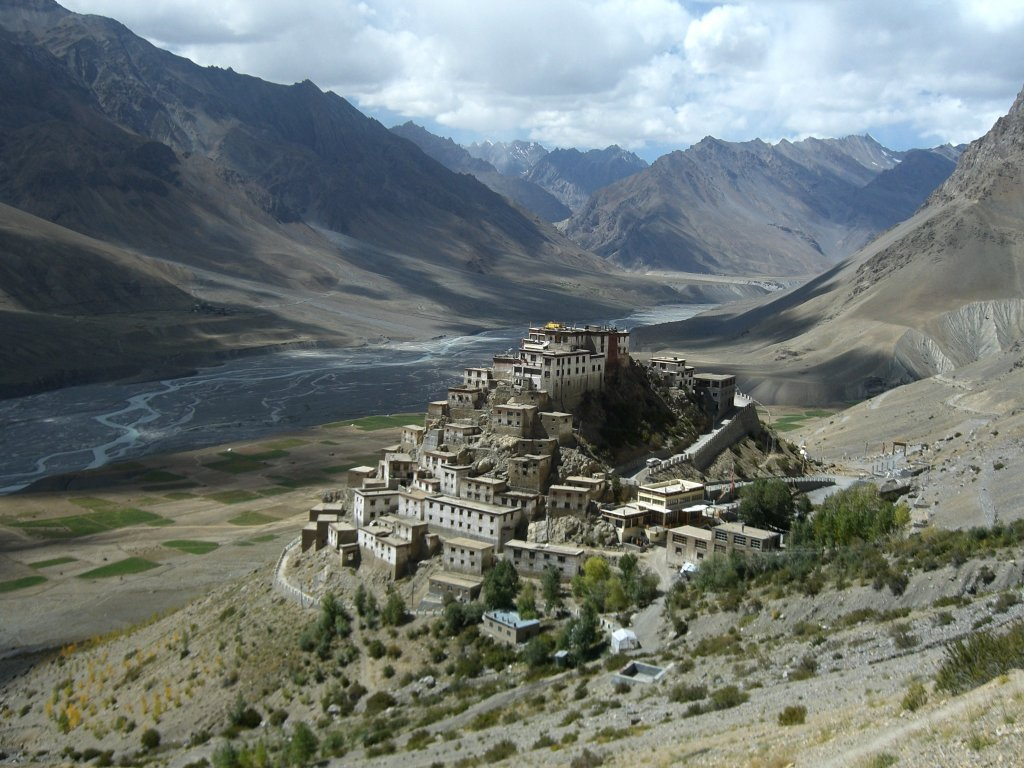
Das Kloster Key Gompa mit dem Spiti-Fluss im Hintergrund

Key Gompa (auch: Ki, Kye oder Kee) ist ein tibetisch-buddhistisches Kloster in Indien, das sich auf einem Berg auf 4.166 Meter über dem Meeresspiegel, in der Nähe des Spiti-Flusses im Spiti-Tal im Distrikt Lahaul und Spiti des indischen Bundesstaates Himachal Pradesh befindet. Key Gompa gehört heute zusammen mit dem Tabo-Kloster und dem Drangtse-Kloster der Gelug-Schule an.
Es ist das größte Kloster des Spiti-Tals und ein religiöses Bildungszentrum für Lamas. 1855 lebten hier 100 Mönche. Bei der architektonischen Zuordnung der verschiedenen Klöster fällt Kye unter den Pasada-Stil, der durch mehr als ein Stockwerk charakterisiert wird und oft bei Festungsklostern eine Rolle spielt.

## Geschichte

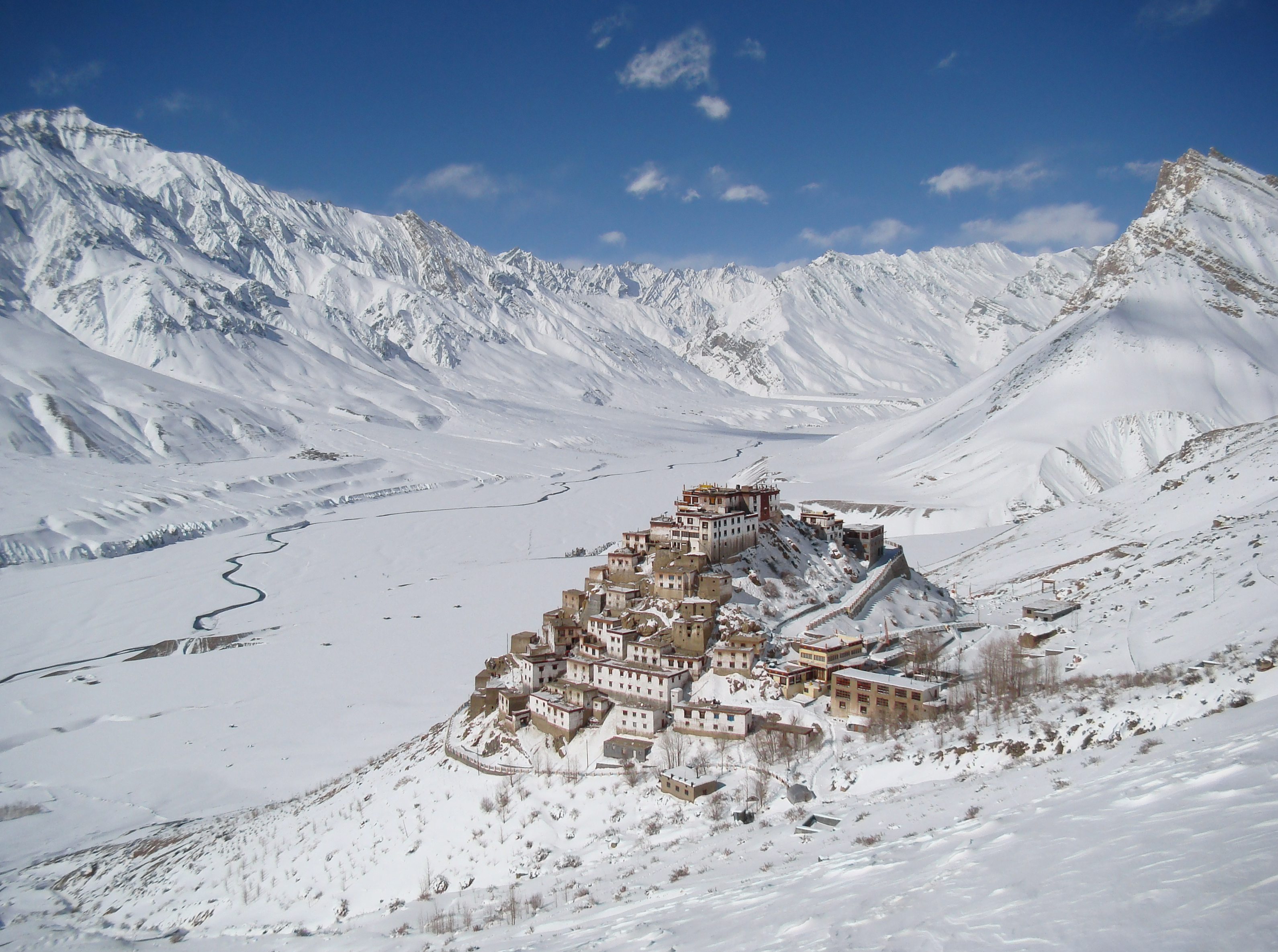
Das Kloster im Winter (Foto: Ksuryawanshi)

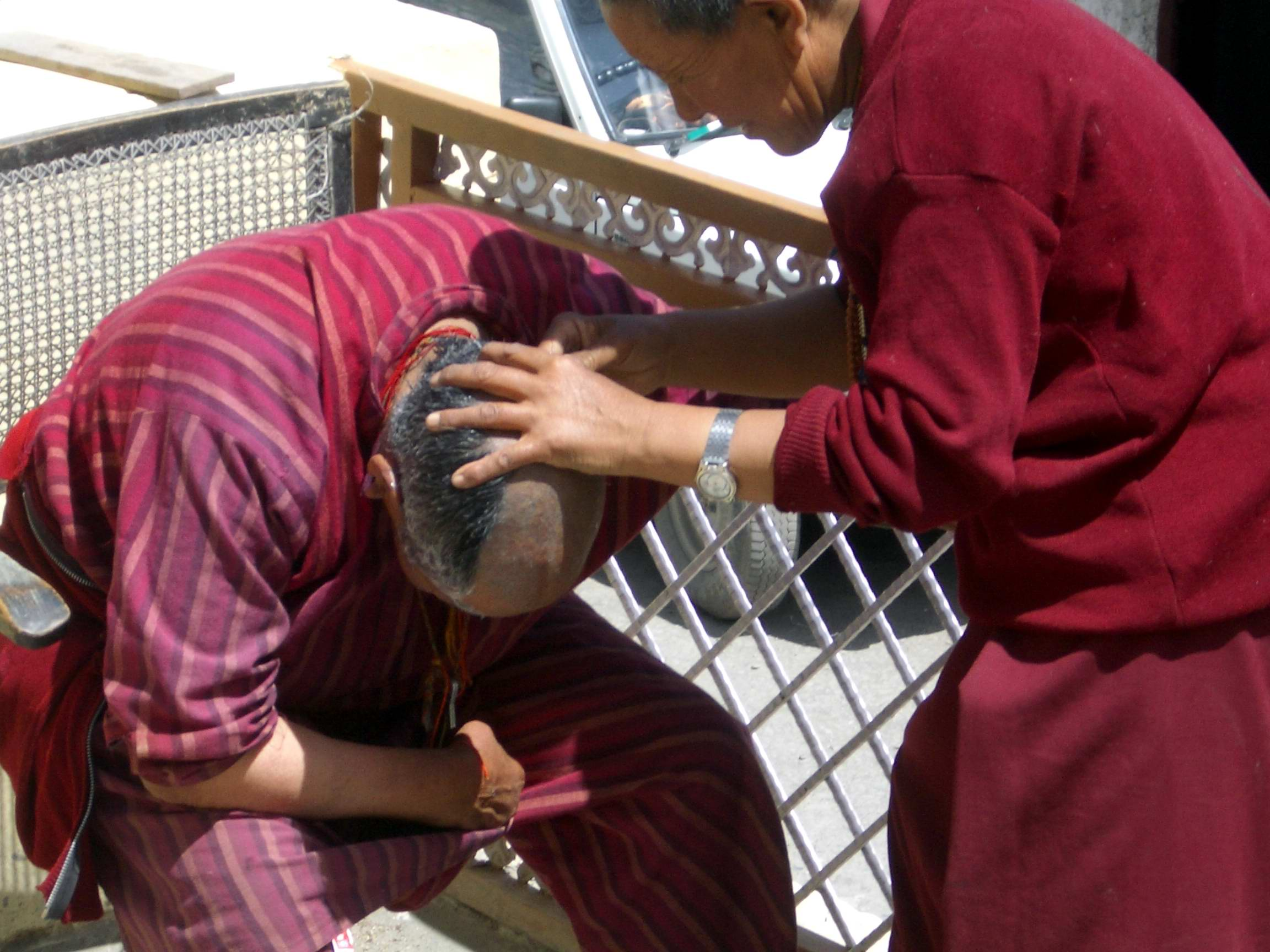
Frau, der der Kopf geschoren wird, bevor sie Nonne wird – Kye-Kloster (2004)

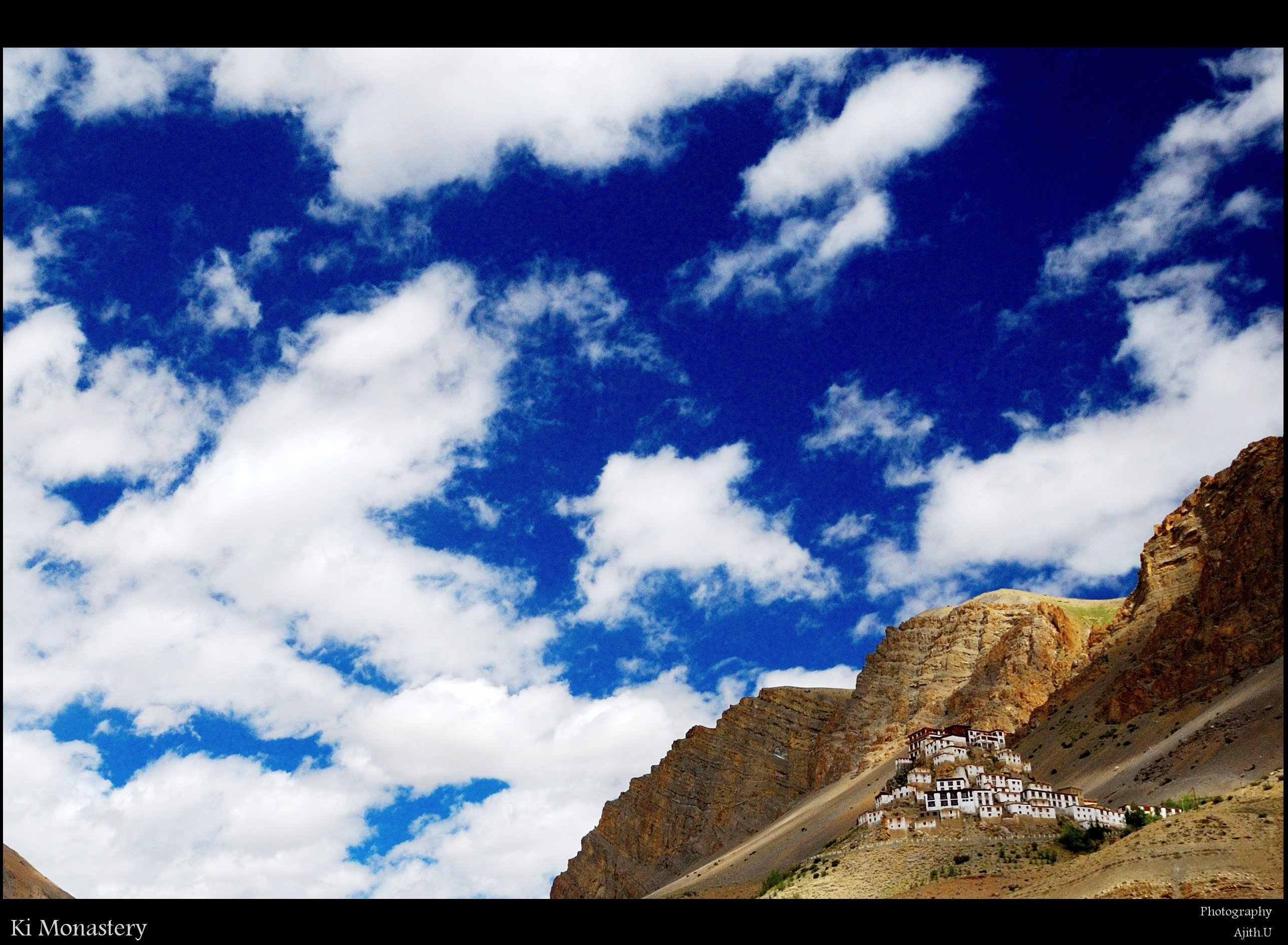
Key-Kloster

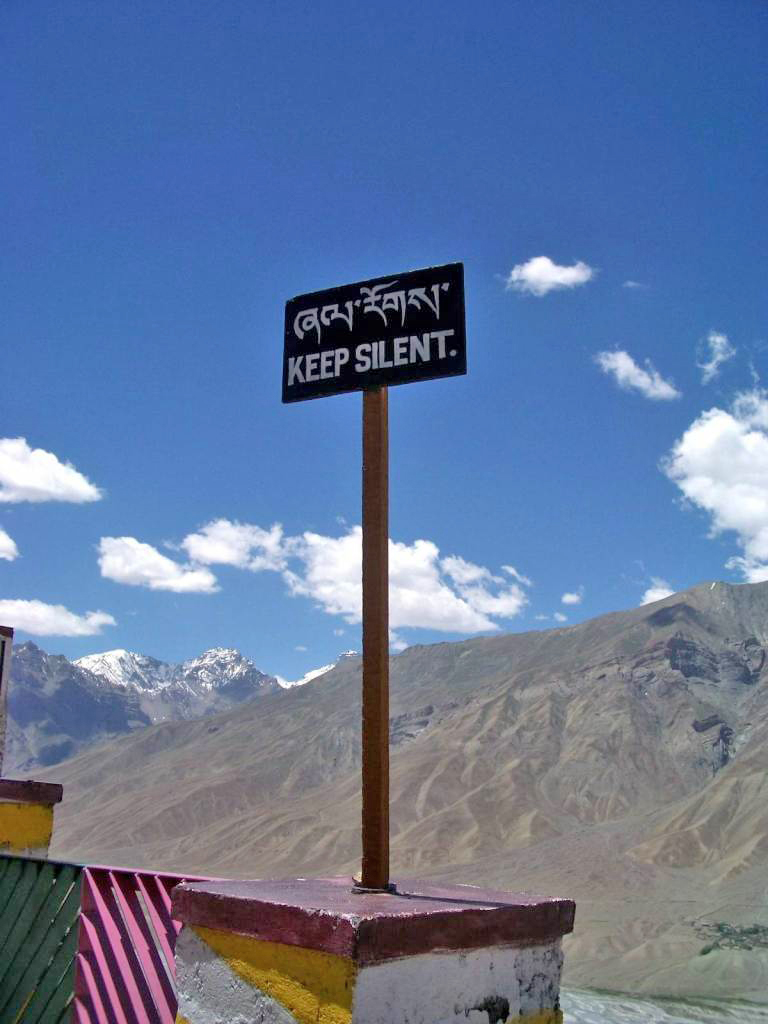
Bitte-Ruhe-Schild, Kye-Kloster (2004)

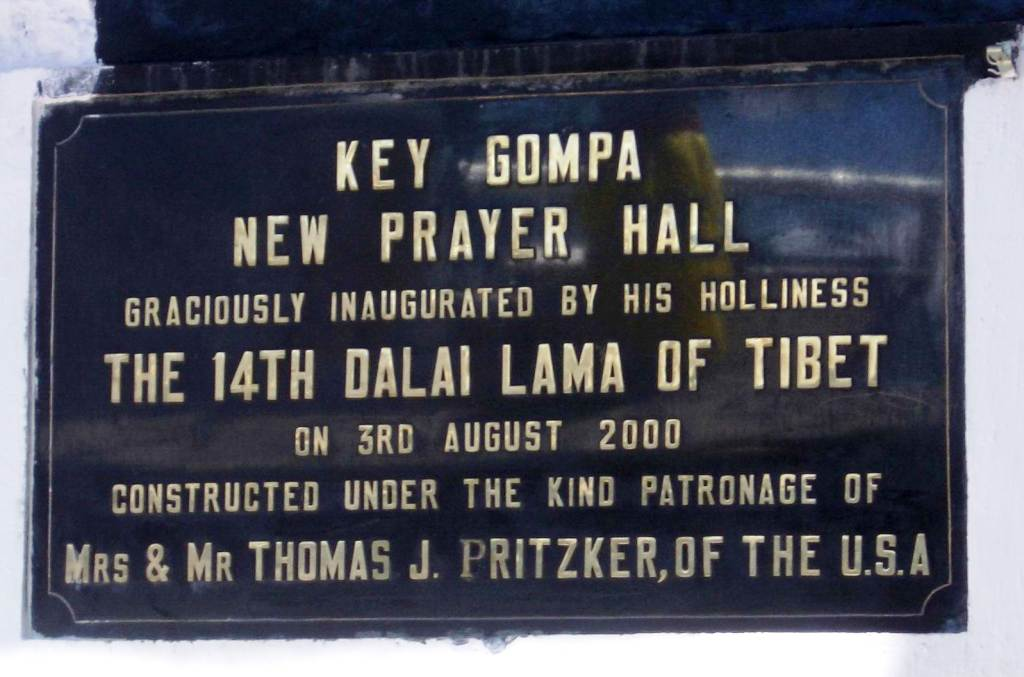
Widmung für die neue Bethalle des Kye-Klosters

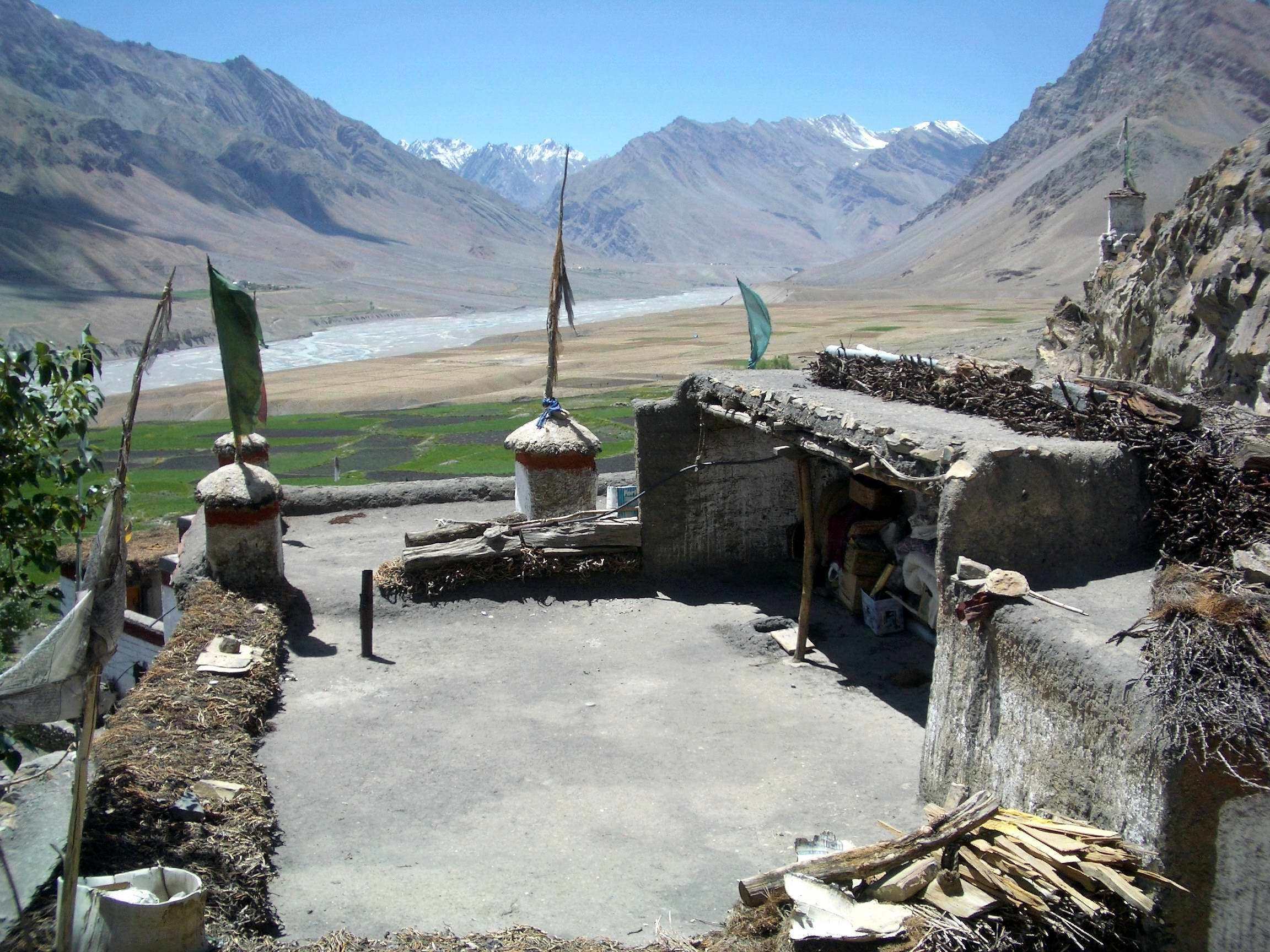
Blick auf das Tal von oben mit Key-Gompas-Einrichtung für Alte (2004)

Key Gompa soll von Drom Tönpa (1004/1005–1064 n. Chr.) gegründet worden sein, der im 11. Jahrhundert Schüler des bedeutenden Lehrers Atisha war. Diese Aussage könnte sich aber auch auf das einstige Kadam-Kloster am nahe gelegenen Dorf Rangrik beziehen, das vermutlich im 14. Jahrhundert zerstört wurde, als die Sakya-Schule ihren Aufstieg zur Macht mit mongolischer Unterstützung erreichte.
Das Kye-Kloster wurde erneut durch die Mongolen während der Herrschaft des 5. Dalai Lamas (Ngawang Lobsang Gyatsho) im 17. Jahrhundert angegriffen und wurde eine Einrichtung der Gelug-Schule des tibetischen Buddhismus. Im Jahre 1820 wurde es während der Kriege zwischen Ladakh und Kullu geplündert. 1841 wurde es durch die Dogra-Armee unter Ghulam Kahn und Rahim Kahn schwer beschädigt. Später erlitt es im selben Jahr noch mehr Schäden durch eine Sikh-Armee. In den 1840er Jahren wurde es durch ein Feuer verwüstet und 1975 verursachte ein starkes Erdbeben Schäden, die mit Hilfe des Archaeological Survey of India und dem State Public Works Department behoben werden konnten.
Die aufeinanderfolgenden Zerstörungen und der darauffolgende, mehrfache Wiederaufbau hatten ein ungeordnetes Wachstum mit kastenförmigen Anbauten und Gebäuden zur Folge, so dass das Kloster heute wie eine Festung wirkt – mit Tempeln, die aufeinander gebaut wurden. Dennoch ist Key Gompa immer noch ein herausragendes Beispiel für die Klosterarchitektur des 14. Jahrhunderts, die sich unter chinesischen Einfluss entwickelte. Das Kye-Kloster hat neben einer Sammlung sehr alter Wandgemälde und Bücher von hohem ästhetischen Wert auch Bilder und Statuetten von Buddha beim Ausüben von Dhyana (Meditation).
Das Hauptgebäude hat drei Stockwerke. Der erste Stock befindet sich überwiegend unter der Erde und dient als Lager. Ein Raum, der Tangyur heißt, ist reich mit Wandgemälden ausgestaltet. Das Erdgeschoss hat eine wunderschön ausgeschmückte Versammlungshalle und Zellen für viele Mönche.
„Das Kee-Kloster beherbergt zum Beispiel fast 250 Mönche, die im Winter innerhalb der heiligen Mauern bleiben und im Sommer bei ihren Eltern oder Brüdern sind, auf den Feldern arbeiten oder sich als Träger für Reisende betätigen. Diese Kloster haben ihre ordentlichen Oberhäupter, Vorsteher oder Äbte und die höheren sakralen Titel können nur von Anwärtern erreicht werden, wenn sie persönlich entweder nach Shigatzee (Xigazê) oder Lhassa (Lhasa) gehen.“ „(The monastery of Kee, for instance, accommodates nearly 250 monks, who reside within the sacred walls in winter, and stay during the summer with their parents or brothers, working in the fields, or employed in carrying travellers' goods. These monasteries have their regular heads, or abbots, and the higher ecclesiastical titles can only be obtained by the candidates proceeding in person to either Shigatzee (Shigatse) or Lhassa (Lhasa).)“
Die Tausendjahrfeier wurde im Jahr 2000 in Gegenwart des Dalai Lama (Tendzin Gyatsho) gefeiert.